# La Asunción, Comonfort
La Asunción är en ort i Mexiko.   Den ligger i kommunen Comonfort och delstaten Guanajuato, i den centrala delen av landet, 240 km nordväst om huvudstaden Mexico City. La Asunción ligger 2 051 meter över havet och antalet invånare är 212.
Terrängen runt La Asunción är kuperad norrut, men söderut är den platt. Runt La Asunción är det ganska tätbefolkat, med 134 invånare per kvadratkilometer. Närmaste större samhälle är Santa Cruz de Juventino Rosas, 18,4 km sydväst om La Asunción. Trakten runt La Asunción består i huvudsak av gräsmarker.